# Now Deh (ort i Khorasan)
Now Deh (persiska: Now Deh-e Gonābād, نو ده, نو ده گناباد) är en ort i Iran.   Den ligger i provinsen Khorasan, i den östra delen av landet, 700 km öster om huvudstaden Teheran. Now Deh ligger 1 057 meter över havet och antalet invånare är 198.
Terrängen runt Now Deh är platt.Runt Now Deh är det glesbefolkat, med 14 invånare per kvadratkilometer. Närmaste större samhälle är Gonābād, 6,1 km väster om Now Deh. Omgivningarna runt Now Deh är i huvudsak ett öppet busklandskap.